# Море Спокойствия
Мо́ре Споко́йствия (лат. Mare Tranquillitatis [Маре Транкуиллитатис]) — море на видимой стороне Луны. Координаты центра — 8°24′ с. ш. 30°48′ в. д. / 8,4° с. ш. 30,8° в. д., размер — около 880 км.
В честь Моря Спокойствия назван минерал транквиллитит.

## Посадки космических аппаратов
- 2 февраля 1964 года на западе Моря Спокойствия (9°21′29″ с. ш. 21°28′48″ в. д. / 9,358° с. ш. 21,480° в. д.G) после неудачного полёта упал космический аппарат «Рейнджер-6».
- 20 февраля 1965 года на юго-западе Моря Спокойствия (2°38′17″ с. ш. 24°47′13″ в. д. / 2,638° с. ш. 24,787° в. д.G) после успешной съёмки Луны упал «Рейнджер-8».
- 11 сентября 1967 года недалеко от «Рейнджера-8» (1°27′40″ с. ш. 23°11′42″ в. д. / 1,461° с. ш. 23,195° в. д.G) совершил мягкую посадку «Сервейер-5».
- 20 июля 1969 года около «Сервейера-5» (0°40′26″ с. ш. 23°28′23″ в. д. / 0,674° с. ш. 23,473° в. д.G) прилунился посадочный модуль «Аполлона-11», что стало первой высадкой людей на Луну. Место посадки было названо Базой Спокойствия. Астронавты доставили оттуда около 21 кг образцов[3].

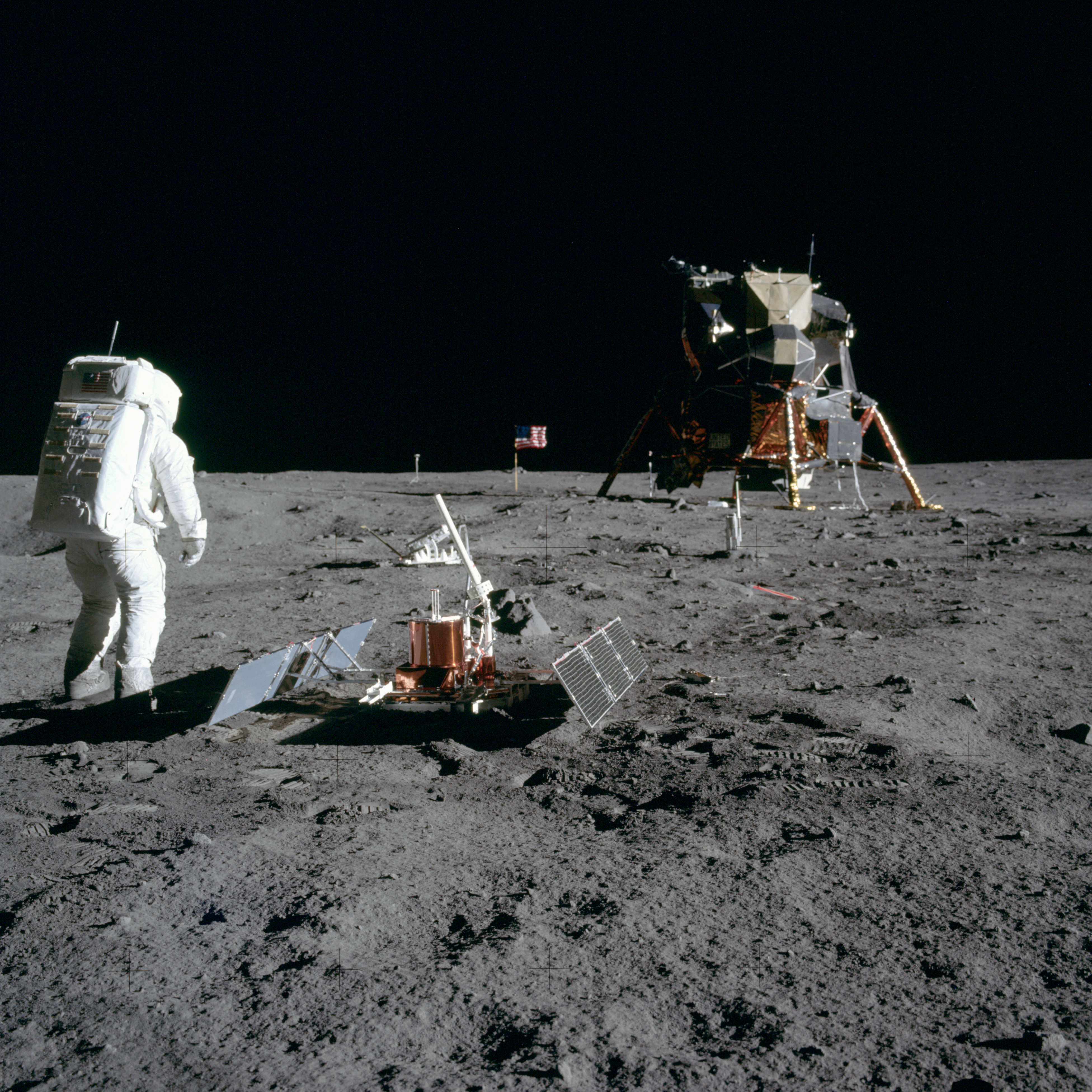
Эдвин Олдрин и посадочный модуль «Аполлона-11» в Море Спокойствия
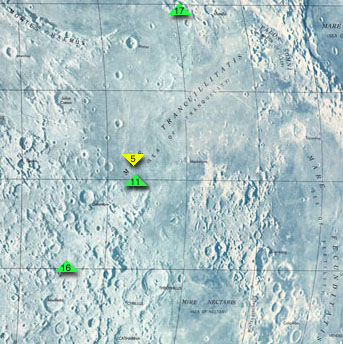
Карта Моря Спокойствия и окрестностей. Отмечены места посадок космических аппаратов «Аполлон-11», «Аполлон-16», «Аполлон-17» и «Сервейер-5».